# 女重宝記
『女重宝記』（おんなちょうほうき）は、江戸時代に編纂された女性用の教訓書。著者は艸田寸木子（苗村丈伯）。全5巻。

## 概要
元禄5年（1692年）に出された版が最古とされている。以後、版を重ね、あるいは他者によって改訂・補訂がなされながら幕末まで刊行され続けた。
各巻とも100丁を越え、1ページ10行・各行25字詰の行書体の漢字と平仮名の仮名交じり文構成となっており、漢字には振り仮名が振られている。各巻とも当時の女性が必要とした知識が採録され、一之巻には嗜み、二の巻には祝言、三の巻には懐妊、四之巻には諸芸、五の巻には雑学が記されている。文章も平易で挿絵も多く、当時の家族制度・家庭生活における「女の一生」のあり方に即した内容になっていることから、女子教育の場において広く用いられた。